# Noferkaszokar
Noferkaszokar az ókori Egyiptom II. dinasztiája idején Alsó-Egyiptomban uralkodó király volt. Nyolc év három hónapig uralkodott az i. e. 28. században, jelenlegi ismereteink szerint 2744 és 2736 között, de ezek a számítások a másfél évezreddel későbbi Ramesszida kor adatai alapján számított évek, így a kronológia alapvetően bizonytalan, régészetileg egyelőre nem igazolható. Peribszen vagy Nubnofer ellenkirálya lehetett.
A „Szokar lelkének szépsége” jelentésű név megtalálható a szakkarai és a torinói királylistán – mindkettő alsó-egyiptomi hagyományokra épül –, ellenben nincs az abüdoszi királylistán, amely a felső-egyiptomi emlékezetet használta fel, és nincs a palermói kövön sem, amely korabeli. Ebből lehet arra következtetni, hogy Noferkaszokar csak Alsó-Egyiptomban uralkodott. A királylisták szerint Noferkaré utódja és Hudzsefa elődje. Egy ismeretlen eredetű feliraton a Merinetjeru Noferkaszokar (m.rj-ntjr.w nfr-k3-skr) név szerepel, de ennek kapcsolatát a királylisták Noferkaszokarjával vitatják.
Van egy meseszerű forrás, amely szerint Dzsedefhór még hercegként megtalálta Noferkaszokar egy iratát, és ebben azt olvasták, hogy az országot hétéves ínség sújtotta és összeomlott egy szentély. Amint Noferkaszokar egy álom hatására helyreállította a templomot, a nélkülözésnek is vége lett.
Sextus Iulius Africanus és Kaiszareiai Euszebiosz Manethónra épülő történelmében esetleg azonosítható a Σέσωχρις (Szeszókhrisz) névvel.

## Fordítás
- Ez a szócikk részben vagy egészben  a   Neferkasokar című angol Wikipédia-szócikk ezen változatának fordításán alapul.  Az eredeti cikk szerkesztőit annak laptörténete sorolja fel. Ez a jelzés csupán a megfogalmazás eredetét és a szerzői jogokat jelzi, nem szolgál a cikkben szereplő információk forrásmegjelöléseként.
- Ez a szócikk részben vagy egészben  a   Neferkasokar című német Wikipédia-szócikk ezen változatának fordításán alapul.  Az eredeti cikk szerkesztőit annak laptörténete sorolja fel. Ez a jelzés csupán a megfogalmazás eredetét és a szerzői jogokat jelzi, nem szolgál a cikkben szereplő információk forrásmegjelöléseként.

| Előző uralkodó: I. Noferkaré | Egyiptom uralkodója i. e. 28. század II. dinasztia | Következő uralkodó: I. Hudzsefa |